# Головин, Пётр Петрович (ум. 1565)
Пётр Петро́вич Голови́н (ум. 1565) — русский военный и государственный деятель, окольничий и воевода в царствование Ивана Грозного, сын казначея Петра Ивановича Головина от брака с княжной Марией Васильевной Одоевской.

## Биография
В 1552 году Пётр Петрович Головин был отправлен из Казани на Арское поле головой с большим полком. В 1554 году — воевода в Путивле. В 1555 году был отправлен воеводой в Орешек для отражения нападения шведов. В 1556 году отправлен из Новгорода против шведов под Выборг вторым воеводой со сторожевым полком. В июне того же 1556 года — голова в царском походе на Серпухов «по крымским вестям».
Зимой 1558-1559 годов участвовал в первом ливонском походе вторым воеводой, затем был оставлен первым воеводой в Нарве (Ругодиве). В 1559 году — второй воевода полка левой руки в походе русской рати на крепость Алыст (Мариенбург). Тогда же получил звание дмитровского дворецкого. В следующем 1560 году был направлен с полком левой руки в из Пскова в новый поход на ливонский замок Алыст.
В 1565 году Пётр Петрович Головин был казнен вместе с другими Головиными по обвинению в заговоре против царя Ивана Грозного.

## Семья
Пётр Петрович Головин был женат на Анне Ивановне Поджогиной, дочери думного дворянина и тверского дворецкого Ивана Юрьевича Шигоны-Поджогина, любимца Василия III. В браке родилось восемь сыновей: Иван Большой, Василий, Иван Меньшой, Никита, Владимир, Пётр Большой, Пётр Меньшой, Андрей.